# Grandes Rios
Grandes Rios is een gemeente in de Braziliaanse deelstaat Paraná. De gemeente telt 7.839 inwoners (schatting 2009).

## Aangrenzende gemeenten
De gemeente grenst aan Cruzmaltina, Faxinal, Ivaiporã, Jardim Alegre, Lidianópolis, Ortigueira, Rio Branco do Ivaí en Rosário do Ivaí.